# NGC 307
NGC 307 ist eine Linsenförmige Galaxie vom Hubble-Typ S0 im Sternbild Walfisch südlich der Ekliptik. Sie ist schätzungsweise 178 Millionen Lichtjahre von der Milchstraße entfernt und hat einen Durchmesser von etwa 85.000 Lichtjahren. Gemeinsam mit sechs weiteren Galaxien bildet sie die NGC 271-Gruppe (LGG 13). 
Die Typ-Ia-Supernova SN 2008ee wurde hier beobachtet.
Das Objekt wurde am 6. September 1831 von dem britischen Astronomen John Herschel entdeckt.